# Eoscarta rufa
Eoscarta rufa är en insektsart som först beskrevs av Walker 1870.  Eoscarta rufa ingår i släktet Eoscarta och familjen spottstritar. Inga underarter finns listade i Catalogue of Life.